# Fläckig prakttrast
Fläckig prakttrast (Ptilorrhoa leucosticta) är en fågel i familjen vakteltrastar inom ordningen tättingar.

## Utseende och läte
Fläckig prakttrast är en medelstor trastliknande fågel med lång stjärt. Undersidan är grå, hjässan roströd och på vingarna syns vita fläckar. Kinden är tydlig vit, sammanbundet med ett smalt vitt band mitt på strupen, med svart ovan och små vita fläckar under. De olika underarterna skiljer sig i färgen på ryggen, som kan vara grön eller brun. Den överlappar med brunryggig prakttrast, men är mindre, har fläckar på vingen och saknar blått i fjäderdräkten. Sången består av en snabbt upprepad vissling, ofta med ett crescendo. Lätet är ett "whip".

## Utbredning och systematik
Fläckig prakttrast delas in i sju underarter:
- Ptilorrhoa leucosticta leucosticta - förekommer på västra Nya Guinea (Arfak- och Tamrau-bergen)
- Ptilorrhoa leucosticta mayri - förekommer i västra Nya Guinea (Wandammen Mountains)
- Ptilorrhoa leucosticta centralis - förekommer i västra Nya Guinea (Weyland, Nassau och Snow Mountains)
- Ptilorrhoa leucosticta sibilans - förekommer i norra Nya Guinea (Cyclops Mountains)
- Ptilorrhoa leucosticta menawa - förekommer i kustnära norra Nya Guinea
- Ptilorrhoa leucosticta amabilis - förekommer i östra Nya Guinea (Saruwaged Mountains)
- Ptilorrhoa leucosticta loriae - förekommer i bergen i sydöstra Nya Guinea

## Status och hot
Arten har ett stort utbredningsområde, men tros minska i antal, dock inte tillräckligt kraftigt för att den ska betraktas som hotad. Internationella naturvårdsunionen IUCN listar arten som livskraftig (LC).